# 애덤 피어슨
애덤 피어슨(Adam Pearson, 1985년 1월 6일 ~ )은 잉글랜드의 배우, 사회자이다. 신경섬유종증 안면장애인이다.

## 출연 작품
- 언더 더 스킨 (2013)
- 영원한 족쇄 (2019)
- 어 디프런트 맨 (2024)